# Кронова болест
Кронова болест или регионални ентеритис је неспецифично запаљењско обољење дигестивног тракта, које може да захвати било који његов део (од уста до ануса). Веома често се јавља на илеуму (завршном делу танког црева) или на дебелом цреву. Болест је веома слична улцерозном колитису, тако да се код приближно 10% болесника ова два обољења не могу разликовати. Кронова болест може да узрокује компликације и изван дигестивног тракта, као нпр. кожни осип, артритис, запаљење ока итд.
У развијеним земљама западне Европе учесталост Кронове болести је 2-6 случајева, а у северној Европи 27-48 случајева у популацији од 100.000 становника. Преваленција је 10-20 пута већа, а заступљеност међу половима је приближно иста. Може да се испољи у било ком животном добу, а најчешће се јавља између 15. и 35. године живота.
Болест су први описали, независно један од другог, пољски хирург Антони Лесниовски 1904. и амерички гастроентеролог Барил Бернард Крон (енгл. Burrill Bernard Crohn) 1932. године. Крон, Гинзберг и Опенхајмер су 1932. описали ово обољење у журналу Америчке Медицинске Асоцијације и назвали га „терминални илеитис“. Како реч „терминални“ има негативне конотације и како болест није ограничена искључиво на танко црево, временом је почео да се користи назив Кронова болест.

## Етиологија
Различита клиничка истраживања су показала да генетички фактор има веома битну улогу у настанку ове болести. Постоји висок степен конкордантности (подударности) оболевања једнојајчаних близанаца. Многобројни инфективни, бактеријски и вирусни агенси предлагани су као узрочник обољења, али нису постојали јасни докази. Као предиспонирајући фактори Кронове болести помињу се дијета са доста рафинисаних шећера и употреба контрацептивних средстава. Пушење је, такође, један од могућих синергетичких окидача у настанку ове болести.
Новија истраживања указују да би један од узрочника могла бити мутација гена NOD2/CARD15, који се налази на хромозому 16. Ипак, мутација овог гена се налази код свега трећине оболелих.

## Клиничка слика
Кронова болест је најчешће локализована на завршном делу илеума, узлазном делу дебелог црева, читавом дебелом цреву или илеуму и јејунуму (деловима танког црева). Промене често захватају илеум и дебело црево у континуитету. Зид црева је у целини отечен и задебљан. Постоје дубоке ранице (улкуси) у виду жлебова. Дубоки улкуси могу да продру кроз зид црева и узрокују апсцесе (гнојна запаљења) или фистуле. Фистуле могу да настану између суседних вијуга црева или захваћених сегмената црева и мокраћне бешике, вагине или коже перинеума (регија између вагине и ануса).
Кронова болест је хронично обољење са непредвидљивим појачањима и побољшањима клиничког тока. Начин испољавања и симптоми зависе од захваћеног региона црева и тежине болести. Клиничке особености Кронове болести су: дијареја (обично без крви), бол у трбуху, повишена телесна температура, општа слабост, а могућ је и губитак телесне тежине. Дијареја може да доведе до поремећаја електролита, а малапсорпција до стеатореје. Понекад, посебно код деце и старих особа, једини симптоми могу да буду повишена телесна температура и губитак у тежини.
У хроничним случајевима могу да настану стриктуре (сужавање дигестивног тракта).

## Дијагноза
Дијагноза се поставља на основу анамнезе, клиничког прегледа и допунских анализа. Могућа су атипична испољавања болести: повишена телесна температура необјашњеног порекла без цревних симптома или ванцревна испољавања (као нпр. артритис или обољење јетре). С обзиром да Кронова болест може да захвати и танко црево, треба је узети у обзир код свих облика малапсорпционих синдрома, интермитентној цревној опструкцији и трбушним фистулама.
Анализе крви су неспецифичне. Могу да покажу умерену анемију (нормохромну, нормоцитну или хипохромну), повишену седиментацију, леукоцитозу, тромбоцитозу и хипопротеинемију. Раширеност болести се утврђује рендгенским прегледом танког црева баријумом и иригографијом. Ове анализе могу да покажу промене изгледа слузнице, дубоке улцерације и патогномични „знак врпце или жице“.

## Лечење
За Кронову болест не постоји специфична медикаментозна или хируршка терапија. Најефикаснији медикаменти су антиинфламаторни лекови (кортикостероиди, аминосалицилати и имуносупресиви), а по потреби се примењују и други лекови. Кортикостероиди су ефикасни у лечењу акутне фазе. Дуготрајна примена ограничена је нежељеним дејствима, а акутно лечење не смањује ризик повратка болести. Стероидни лекови који делују претежно локално су у фази испитивања.
Аминосалицилати су ефикасни у лечењу Кронове болести танког и дебелог црева. Не препоручује се примена аминосалицилата уз кортикостероиде у акутној фази, јер нема доказа да повећавају успешност лечења. Нежељена дејства при примени сулфасалазина су: мучнина, главобоља, кожни осипи, реверзибилни стерилитет код мушкарца и, врло ретко, хемолитичка анемија и агранулоцитоза. У тим случајевима користе се препарати месалазина или олсалазина. Имуносупресивни лекови, азотиоприн и 6-меркаптропин, имају исти активни метаболит, а основна им је примена у лечењу перианалних фистула.